# 抱抱會
抱抱會是一種由藝人（主要是偶像派藝人或AV女優）與支持者擁抱的活動。首個較為知名的抱抱會由台灣女藝人郭書瑤於2009年，為宣傳其專輯《愛的抱抱》而舉辦，曾經定下與萬人擁抱的目標。同類型的活動紛紛在兩岸三地盛行起來，抱抱會的主角開始不限於性感女星，連男歌手和韓流明星亦爭相仿傚，支持者多為甚少接觸異性的宅男毒女。